# TNMK
TNMK är en hiphop-grupp bildad i Charkiv 1989 av rapparna Fozzi och Kotya. År 1998 släppte de ett första album, vid namn «Зроби мені хіп-хоп» som gjorde succé i Ukraina. Nästa album, «Неформат», släpptes under 2001.

## Diskografi
- Зроби мені хіп-хоп (1998)
- Нєформат (2001)
- Пожежі міста Вавілон (2004)
- Сила (2005)
- С. П. А. М.» (2010)
- Дзеркало (2014)